# Shū Takumi
Shū Takumi (巧 舟?, Takumi Shū; 2 maggio 1971) è un designer giapponese.
Ideatore della saga Ace Attorney, lavora presso la Capcom. Ha collaborato allo sviluppo di Dino Crisis, Dino Crisis 2 e Ghost Trick: Detective fantasma.